# 洪福宮
25°07′08″N 121°18′03″E / 25.118858°N 121.300814°E
洪福宮，是位於臺灣新北市林口區下福里的土地祠，旁為林口火力發電廠。

## 歷史沿革

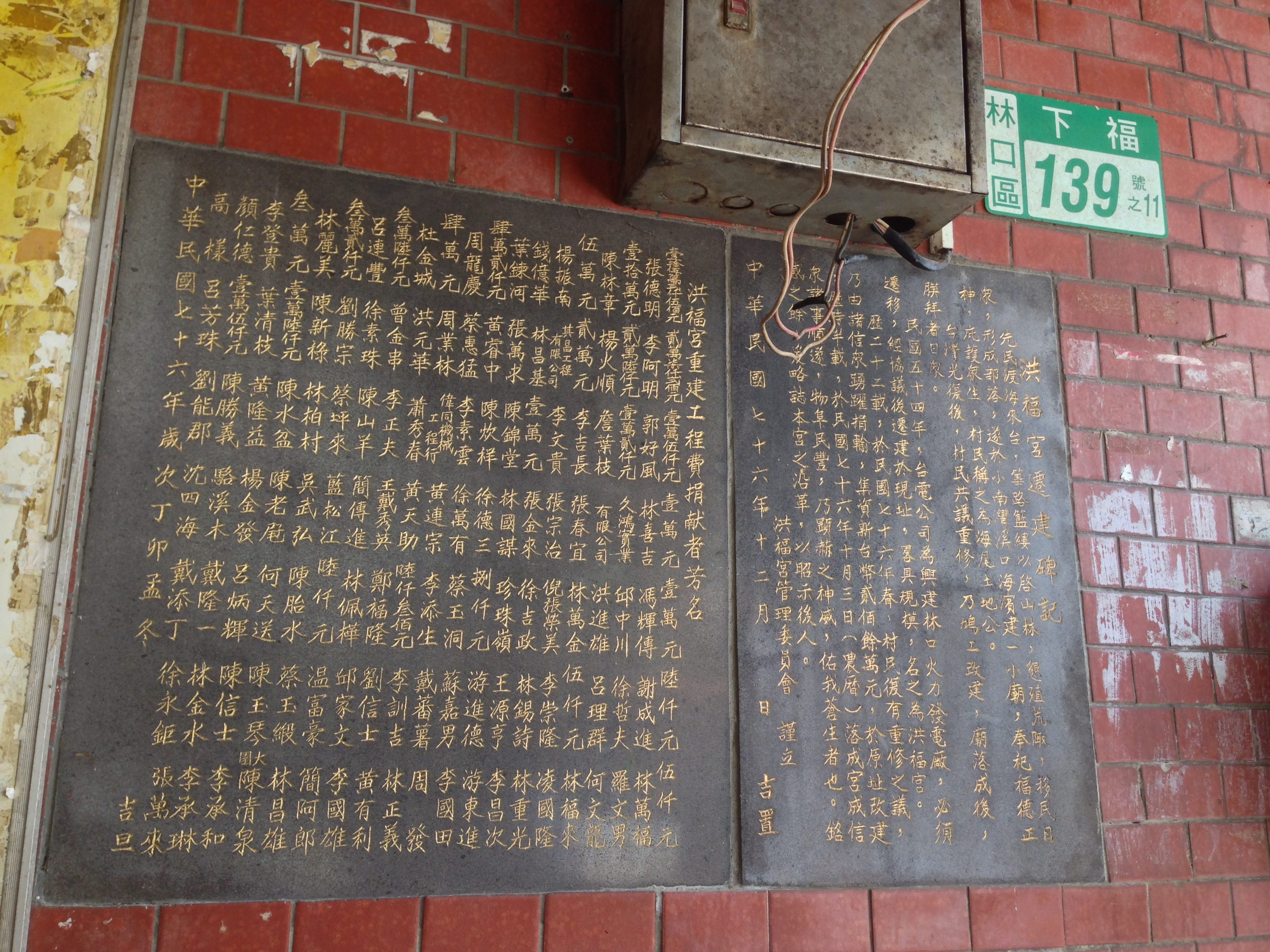
遷建碑記與林口區下福里139之11號的門牌。

洪福宮主委周坤城表示，此土地祠興建於台灣清治時期，原本座落在小南灣河口西側，被稱作「海尾土地公」。1965年台電開始在下福里徵收約20公頃農地興建林口電廠，此廟所在地被劃入建廠範圍。台電工程人員在廟前整地時，發生數次機械故障，只好與鄉親焚香祭拜懇求同意遷建，並允諾補助遷建費用。1967年，遷廟至現址，與林口電廠僅一牆之隔。
2010年10月，萬能科技大學受大園鄉公所委託，在林口電廠煙囪下方500公尺的此廟與電廠西南方10至12公里的後厝村、沙崙國小進行二氧化硫採樣實驗，結果後厝村、沙崙國小空氣中的二氧化硫含量是洪福宮3倍，證明該電廠煙囪高度不足。洪福宮則認購綠電以幫助改善空氣，在2016年為自願揭露宮廟中，認購量排第四名。
洪福宮的活動中心用地為東華高爾夫球場所捐獻的150坪土地。台電公司曾在此召開環境說明會。其廟地也作為鄰近的大型高爾夫球賽事的停車場與接駁站。下福里名為「洪福社」的子弟戲班也在此廟地排練。
因舊的下福里活動中心空間不敷使用，台灣建築師程俊強與西班牙建築師萊恩（Lain Satrustegui）設計新的下福里市民活動中心，設計概念取自鄰近洪福宮的剪黏色彩元素、燕尾曲線屋簷，並將廟宇瓦當及滴水陰陽角加入活動中心的清水混凝土輪廓。建築團隊還考慮子弟戲練習時大型神將進出的需求，將屋頂挑高至12公尺高，儲藏室大門也特計成4公尺高。

## 祭祀活動
林口電廠廠長朱記民表示該廟是下福里與本電廠員工的信仰中心。
林口下福、頂福兩地屬於竹林山觀音寺在林口與桃園的祭祀圈，為每九年農曆三月輪值一次的九個地區之一。2001年，輪到洪福宮舉辦觀音佛祖值年慶典，信徒照例宰殺豬公敬神，並請鋼管秀女郎花車表演、陣頭表演助興。
- 洪福宮停車場與下福里市民活動中心、林口電廠
- 下福里市民活動中心獲得2017年國家卓越建設獎最佳施工品質類特別獎[10]。
- 自林口下福里市民活動中心望洪福宮與林口電廠。